# Pasti, pasti, pastičky
Pour plus de détails, voir Fiche technique et Distribution.
Pasti, pasti, pasticky est un film tchèque réalisé par Věra Chytilová, sorti en 1998.

## Synopsis
Petr et Josef kidnappent la jeune auto-stoppeuse Lenka, et Josef la viole. Elle perd connaissance après avoir été frappé à la tête. Lorsqu'elle se réveille, il semble qu'elle a perdu la mémoire.

## Fiche technique
- Titre original : Pasti, pasti, pasticky
- Réalisation : Věra Chytilová
- Scénario : Věra Chytilová, Eva Kacírková et Michal Laznovsky
- Pays d'origine : Slovaquie
- Format : Couleurs - 35 mm
- Genre : comédie dramatique
- Durée : 124 minutes
- Date de sortie : 1998

## Distribution
- Tomáš Hanák : Petr
- Miroslav Donutil : Josef Dohnal
- Zuzana Stivínová : Lenka
- Milan Lasica : Bach
- Katerina Hajna : Ingrid
- Eva Holubová : Anna
- Lubos Svoboda : Michal
- Daniela Trebicka : la femme de Dohnal
- Karel Roden : le docteur Marek
- Lucie Vackárová : Bibina
- Dagmar Bláhová : le chef
- David Vávra : Pavel